# ديربي خانيونس
ديربي خانيونس يعتبر أقوى ديربي في قطاع غزة بعد ديربي رفح والذي يتنافس فيه نادي شباب خانيونس و اتحاد خانيونس.

## تاريخ اللقاءات
الدوري الفلسطيني الممتاز لقطاع غزة
من 2011 حتى الآن
الدوري الفلسطيني الممتاز لقطاع غزة 2010–11
شباب خانيونس 2–0 اتحاد خانيونس
الدوري الفلسطيني الممتاز لقطاع غزة 2010–11
شباب خانيونس 3–0 اتحاد خانيونس
الدوري الفلسطيني الممتاز لقطاع غزة 2012–13
شباب خانيونس 1–2 اتحاد خانيونس
الدوري الفلسطيني الممتاز لقطاع غزة 2012–13
شباب خانيونس 1–1 اتحاد خانيونس
الدوري الفلسطيني الممتاز لقطاع غزة 2013–14
شباب خانيونس 0–1 اتحاد خانيونس
الدوري الفلسطيني الممتاز لقطاع غزة 2013–14
شباب خانيونس 1–1 اتحاد خانيونس
الدوري الفلسطيني الممتاز لقطاع غزة 2014–15
شباب خانيونس 2–0 اتحاد خانيونس
الدوري الفلسطيني الممتاز لقطاع غزة 2014–15
شباب خانيونس 0–0 اتحاد خانيونس
الدوري الفلسطيني الممتاز لقطاع غزة 2015–16
شباب خانيونس 0–3 اتحاد خانيونس
الدوري الفلسطيني الممتاز لقطاع غزة 2015–16
شباب خانيونس 1–1 اتحاد خانيونس
الدوري الفلسطيني الممتاز لقطاع غزة 2016–17
شباب خانيونس 2–0 اتحاد خانيونس
الدوري الفلسطيني الممتاز لقطاع غزة 2016–17
شباب خانيونس 1–1 اتحاد خانيونس
الدوري الفلسطيني الممتاز لقطاع غزة 2017–18
شباب خانيونس 0–0 اتحاد خانيونس
الدوري الفلسطيني الممتاز لقطاع غزة 2017–18
شباب خانيونس 3–2 اتحاد خانيونس
الدوري الفلسطيني الممتاز لقطاع غزة 2018–19
شباب خانيونس 1–2 اتحاد خانيونس
الدوري الفلسطيني الممتاز لقطاع غزة 2018–19
شباب خانيونس 0–0 اتحاد خانيونس
الدوري الفلسطيني الممتاز لقطاع غزة 2019–20
شباب خانيونس 0–0 اتحاد خانيونس
الدوري الفلسطيني الممتاز لقطاع غزة 2019–20
شباب خانيونس 0–0 اتحاد خانيونس
الدوري الفلسطيني الممتاز لقطاع غزة 2020–21
شباب خانيونس 0–1 اتحاد خانيونس
كأس فلسطين لأندية قطاع غزة
كأس فلسطين لأندية قطاع غزة 1998–99
نادي شباب خانيونس 1–0 اتحاد خانيونس

## الإحصائيات
| الفريق        | عدد المباريات | عدد مباريات الفوز | عدد مباريات التعادل |
| ------------- | ------------- | ----------------- | ------------------- |
| شباب خانيونس  | 20            | 6                 | 9                   |
| اتحاد خانيونس | 20            | 5                 | 9                   |

## الفرق المتنافسة

### سابقاً
- نادي شباب خانيونس
- نادي خدمات خانيونس

ولكن هبوط نادي خدمات خانيونس إلى دوري قطاع غزة الدرجة الأولى أصبح الدربي بين نادي شباب خانيونس و اتحاد خانيونس

### حالياً
- نادي شباب خانيونس
- اتحاد خانيونس